# Jules Tannery
Jules Tannery   (Mantes-la-Jolie, 24 de març de 1848 - París, 11 de desembre de 1910) va ser un matemàtic francès, germà del també matemàtic Paul Tannery.

## Vida i Obra
Jules Tannery, com el seu germà Paul quatre anys més gran, van passar la seva infantesa i primera joventut a diferents llocs de França, ja que el seu pare, enginyer dels ferrocarrils de França, s'anava desplaçant als llocs on s'estaven construint línies fèrries. Ell va acabar va acabar els seus estudis secundaris al Lycée de Caen el 1865. El mateix any va aconseguir les màximes notes tan per entrar a l'École Polytechnique com a l'École Normale Supérieure, escollint aquesta última, en la qual es va graduar el 1869.
Els anys següents va treballar de professor de matemàtiques las lycées de Rennes i de Caen. El 1872 va retornar a París en ser nomenat professor agregat de l'École Normale Supérieure. Charles Hermite el va convèncer per obtenir el seu doctorat, sota la seva direcció, a la Facultat de Ciències de La Sorbona. Obté el doctorat el 1874 amb un treball sobre la obra de Lazarus Fuchs en equacions diferencials lineals.
El 1875 va ser nomenat suplent de Bouquet en la càtedra de mecànica de La Sorbona. El 1881 va ser nomenat professor titular de l'École Normale Supérieure, institució a la que va estar lligat la resta de la seva vida, essent-ne sots-director d'estudis científics (1884-1904) i sots-director general (1904-1909).
Tannery va dedicar bona part del seu treball a la pedagogia de les ciències, essent membre del Consell Consultiu de l'Ensenyament Superior des de 1885, del Consell de Perfeccionament de les Escoles de la Marina des de 1900 i del Consell de la Universitat de París des de 1904. També va publicar llibres de text per l'ensenyament de les matemàtiques.